# Síntesis de alenos de Doering-LaFlamme
En química orgánica, la síntesis de alenos de Doering–LaFlamme  es un método de síntesis de dienos acumulados (cumulenos)  por inserción de un átomo de carbono. Esta reacción es nombrada en honor a los químicos William von Eggers Doering y un colaborador, quién lo reportó previamente.
El método de síntesis consta de dos etapas: en la primera se hace reaccionar un alqueno con un diclorocarbeno o dibromocarbeno para formar un dihalociclopropano. En la segunda etapa, se hace reaccionar a este intermediario con un metal reductor, como sodio o magnesio, o con un reactivo de organolitio. Cualquiera de los dos métodos convierte el carbono dihalogenado en una estructura carbenoide o similar a carbenoide. El ciclopropilcarbeno resultante se transpone para formar el aleno como producto . La naturaleza electrónica del carbeno intermedio no se comprende del todo. Se ha estudiado la transposición por mecanismos pericíclicos.